# Доклад о правах человека в США
«Доклад о правах человека в США» — ежегодный доклад пресс-канцелярии Государственного совета КНР о правах человека в США. Публикуется с 1998 года в ответ на американский доклад о нарушениях прав человека Country Reports on Human Rights Practices.

## 2002 год
Опубликован 3 апреля 2003 года. Доклад состоит из 8 разделов: «Отсутствие эффективной гарантии жизни и безопасности личности», «Серьёзные нарушения прав человека в органах правосудия», «Демократия, управляемая деньгами», «Положение малоимущих, голодающих и бездомных», «Тревога о положении женщин и детей», «Закоренелая расовая дискриминация», «Грубое нарушение прав человека Соединенными Штатами в других странах» и «В глобальном масштабе — использование двойных стандартов в подходе к вопросу о правах человека».
В частности, авторы доклада выражают обеспокоенность защитой прав американских заключённых. Как говорится в докладе, в американских тюрьмах распространены насилие и сексуальные домогательства, жестокое обращение, вымогательство.

## 2003 год
Опубликован 1 марта 2004 года в ответ на доклад Госдепартамента США от 25 февраля 2004 года. Доклад состоит из 6 разделов: «Право на жизнь, свободу и безопасность личности», «О политических правах и свободах», «О положении трудящихся в США», «О расовой дискриминации», «О положении женщин, детей и престарелых» и «О нарушении прав человека Соединенными Штатами в других странах».
По мнению авторов доклада, «расовая дискриминация в США является давно укоренившимся явлением и проблемой самой системы американского общества». Ссылаясь на Министерство труда США, составители доклада сообщают, что в ноябре 2003 года уровень безработицы среди белых американцев составил 5,2 %, тогда как среди афроамериканцев — 10,2 %.

## 2004 год
Опубликован 5 марта 2005 года после доклада американского госдепартамента от 28 февраля. Официальный представитель МИД КНР Лю Цзяньчао на брифинге в Пекине заявил: «Соединенные Штаты должны прекратить использовать двойные стандарты в отношении прав человека и вмешиваться во внутреннюю политику Китая под этим предлогом». В докладе отмечаются нарушения прав иностранных граждан в период боевых действий в других странах (в Афганистане и Ираке): пытки в тюрьме Абу-Грейб и в тюрьме на базе Гуантанамо. В докладе также говорится о нарушениях политических прав в США, прав женщин и малолетних детей.

Лю Цзяньчао отметил::
Пресс-канцелярия Госсовета Китая выдвинула данный доклад и таким образом напомнила США о том, что в самих США тоже существуют проблемы в области прав человека. Вести спокойный диалог на основе взаимного уважения и равенства — наилучший способ решения этих проблем, улучшения и развития ситуации с правами человека во всех странах.

## 2006 год
Опубликован 8 марта 2007 года в ответ на доклад Госдепартамента США от 6 марта. В докладе указывается на высокий уровень преступности в США, нарушения прав человека со стороны правоохранительных органов. В докладе говорится, что 37 миллионов человек в США или 12,6 % населения жили в 2006 году в бедности. Авторы доклада также отмечают: «в американских тюрьмах в Ираке и Афганистане с августа 2002 года погибли 98 заключенных. Из них 34 были убиты, 8-12 скончались под пытками».

8 марта 2007 официальный представитель МИД КНР Цинь Ган на пресс-конференции заявил о целях публикации:
Этот документ напоминает зеркало, которое мы дарим администрации США, чтобы она с его помощью посмотрела на себя, на ситуацию с правами человека в своей стране, чтобы она подумала над тем, достойна ли она назваться «защитником прав человека», имеет ли она право размахивать руками перед другими, судить о них, вмешиваться во внутренние дела других стран под предлогом защиты прав человека, применяя двойные стандарты.

## 2009 год
Доклад Госсовета КНР был опубликован 12 марта 2010 года, в ответ на опубликованный 11 марта доклад Госдепа США.

## 2010 год
Госсовет КНР 10 апреля 2011 года опубликовал «Отчет о ситуации с правами человека в Соединенных Штатах в 2010 году» в ответ на публикацию Госдепартаментом США «Отчетов по ситуации с правами человека в разных странах в 2010 году», опубликованных 8 апреля.